# Campeonato Sudamericano de Voleibol Masculino Sub-19 de 2010
El XVII Campeonato Sudamericano de Voleibol Masculino Sub-19 es un torneo de selecciones que se llevó a cabo en La Guaira, Venezuela del 12 al 16 de abril de 2010. El torneo es organizado por la Confederación Sudamericana de Voleibol (CSV) y otorga dos cupos para el Campeonato Mundial de Voleibol Masculino Sub-19 de 2011.

## Equipos participantes
- Argentina
- Brasil
- Chile
- Colombia
- Perú
- Venezuela

## Campeón
| Argentina           |
| Campeón             |
| Argentina 2° título |

## Posiciones finales
| Pos | Equipo    |
| --- | --------- |
|     | Argentina |
|     | Brasil    |
|     | Venezuela |
| 4   | Colombia  |
| 5   | Chile     |
| 6   | Perú      |

## Clasificados alCampeonato Mundial de Voleibol Masculino sub-19 de 2011
| Bandera de Argentina | Bandera de Brasil |
| Argentina            | Brasil            |